# Val-du-Faby
Val-du-Faby – gmina we Francji, w regionie Oksytania, w departamencie Aude. W 2013 roku liczba ludności wynosiła 609 mieszkańców. 
Gmina została utworzona 1 stycznia 2019 roku z połączenia dwóch ówczesnych gmin: Fa oraz Rouvenac. Siedzibą gminy została miejscowość Fa. 